# Ctenaulis albirupta
Ctenaulis albirupta är en fjärilsart som beskrevs av W. Warren 1902. Ctenaulis albirupta ingår i släktet Ctenaulis och familjen mätare. Inga underarter finns listade i Catalogue of Life.